# 슈타이너 내접 타원

슈타이너 내접 타원. 마든 정리에 따라, 삼각형의 꼭짓점의 좌표가 (1, 7), (7, 5), (3, 1)이라면, 슈타이너 내접 타원의 초점은 (3, 5), (13/3, 11/3)이다.

기하학에서, 슈타이너 내접 타원(영어: Steiner inellipse)은 삼각형의 내접 타원 가운데 삼각형의 세 중점을 지나는 유일한 하나이다.

## 정의
삼각형 {\displaystyle ABC}의 세 변 {\displaystyle AB,BC,AC}의 중점을 {\displaystyle D,E,F}라고 하자. 그렇다면, {\displaystyle D,E,F}를 접점으로 하는 삼각형 {\displaystyle ABC}의 내접 타원이 유일하게 존재한다. 이를 삼각형 {\displaystyle ABC}의 슈타이너 내접 타원이라고 한다.
삼각형 {\displaystyle ABC}의 모양중심을 {\displaystyle G}라고 하자. 그렇다면, {\displaystyle G}를 중심으로 하는 삼각형 {\displaystyle ABC}의 외접 타원이 유일하게 존재한다. 이를 삼각형 {\displaystyle ABC}의 슈타이너 외접 타원(영어: Steiner circumellipse)이라고 한다.

## 성질
가역 아핀 변환은 삼각형의 슈타이너 내접 및 외접 타원을 보존한다. 특히, 슈타이너 내접 타원을 갖춘 삼각형은 내접원을 갖춘 정삼각형과 아핀 합동이며, 슈타이너 외접 타원을 갖춘 삼각형은 외접원을 갖춘 정삼각형과 아핀 합동이다.

### 슈타이너 내접 및 외접 타원 사이의 관계
삼각형 {\displaystyle ABC}의 세 변 {\displaystyle AB,BC,AC}의 중점을 {\displaystyle D,E,F}라고 하자. 그렇다면, 삼각형 {\displaystyle ABC}의 슈타이너 내접 타원은 중점 삼각형 {\displaystyle DEF}의 슈타이너 외접 타원과 같다.

## 예
정삼각형의 슈타이너 내접 타원은 내접원이며, 슈타이너 외접 타원은 외접원이다.

## 같이 보기
- 마든 정리